# Рувинкель
Рувинкель (нем. Ruhwinkel) — община в Германии, в земле Шлезвиг-Гольштейн. 
Входит в состав района Плён. Подчиняется управлению Ванкендорф.  Население составляет 1039 человек (на 31 декабря 2010 года). Занимает площадь 13,13 км².

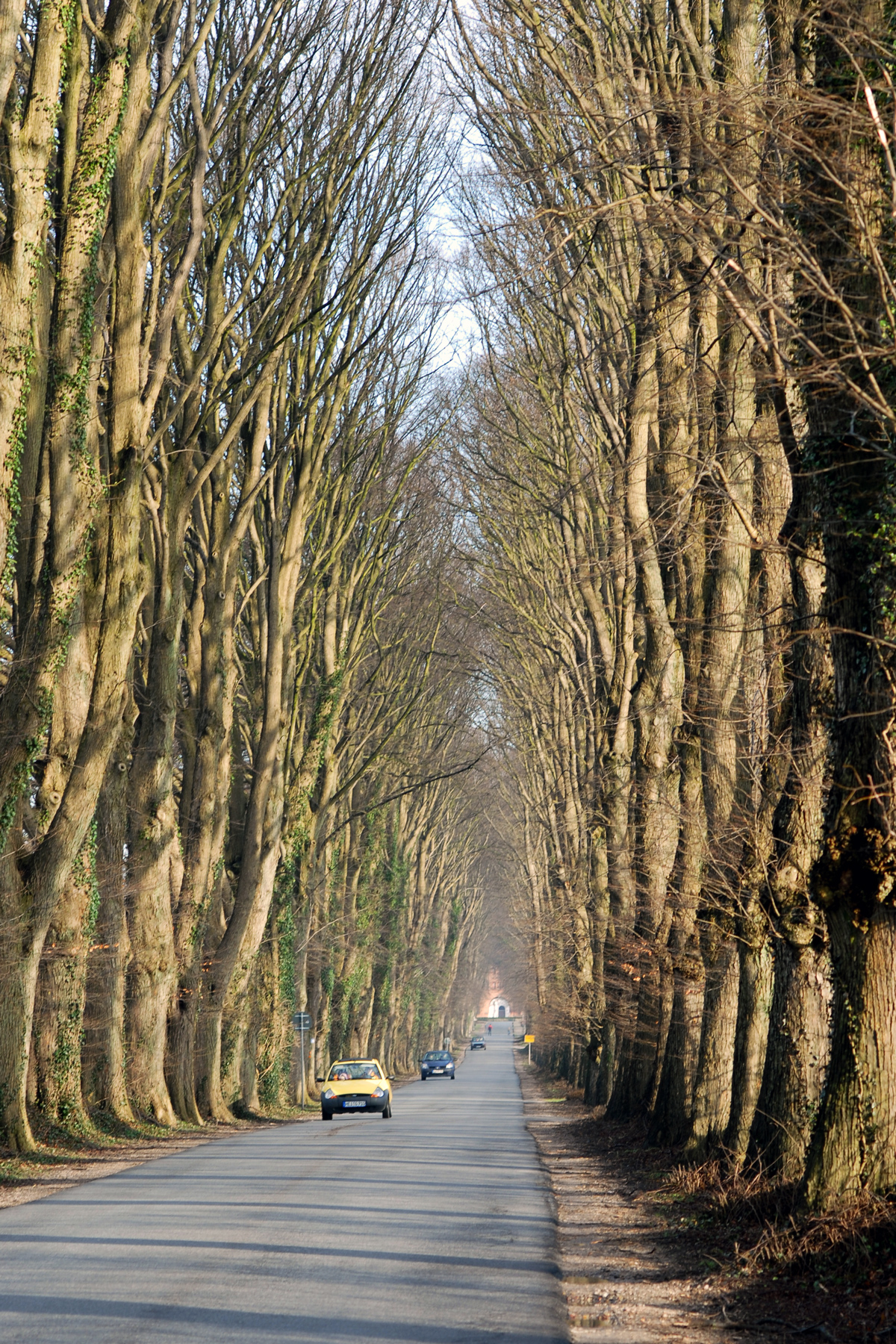
Рувинкель